# Veaceslav Platon
Veaceslav Platon (n. 24 ianuarie 1973, Căușeni) este un politician și om de afaceri din Republica Moldova, ex-deputat în Parlamentul Republicii Moldova din 2009 până în 2010.
El este al șaselea în topul milionarilor moldoveni și în ultimii ani a fost acuzat de mai multe ori de escrocherii, fraude și infracțiuni economice, fiind poreclit „raiderul numărul 1 din spațiul CSI”. În 1999 a fost ales membru al Consiliului Municipal Chișinău pe listele blocului electoral al agrarienilor.
În 1994 a devenit vicepreședinte al consiliului de administrare al băncii „Moldindconbank”, apoi și vicepreședinte al consiliului băncii „Investprivatbank”. A avut afaceri în domeniul zahărului în Republica Moldova, apoi în domeniul nuclear energetic din Ucraina. Deține și cetățenia Federației Ruse.

## Arestul
Pe 25 iulie 2016 Platon a fost anunțat în căutare internațională, pe numele lui fiind dispus un mandat de arest pentru 30 de zile, fiind învinuit în dosarul privind fraudarea Băncii de Economii din R. Moldova, cu acuzația că ar fi beneficiat de credite neperformante în valoare de 800 milioane de lei. În seara zilei de 25 iulie, Platon a fost reținut de Serviciul de Securitate și Procuratura Generală din Ucraina.
Pe 2 august 2016 avocatul și soția lui Veaceslav Platon, Evghenia Tulcevskaia, au susținut o conferință de presă în care au declarat că Vlad Plahotniuc stă în spatele arestului lui Platon. Evghenia Tulcevskaia mai declara că Plahotniuc i-ar fi propus lui Platon să-i cedeze jumătate din afacerile sale, însă Platon a refuzat și de la asta a pornit totul.
Pe 29 august 2016 Platon a fost extrădat în Republica Moldova, și a fost plasat într-o celulă din penitenciarul Nr. 13, unde este deținut și fostul premier al Moldovei, Vlad Filat. Pe 1 septembrie, judecătoria Buiucani a decis prelungirea cu încă 30 de zile a mandatului de arest pe numele lui Veaceslav Platon.
În acest caz, Veaceslav Platon este apărat de mai mulți avocați. Printre aceștia sunt Ana Ursachi și Ilia Novikov—un jurist rus, fost jucător al clubului "Ce ? Unde ? Când ?" (Что ? Где ? Когда ?).
În aprilie 2017, Judecătoria Chișinău l-a condamnat pe Platon la 18 ani de închisoare pentru escrocherie și spălare de bani în proporții deosebit de mari.
Pe 18 mai 2020, procurorul general al Republicii Moldova, Alexandr Stoianoglo, a declarat într-o conferință de presă că dosarul în privința lui Veaceslav Platon a fost falsificat în totalitate, iar principalul beneficiar al furtului miliardului a fost Vlad Plahotniuc. Pe 15 iunie 2020 Platon a fost eliberat din arest, după ce demersul de suspendare a executării pedepsei depus de Alexandr Stoianoglo a fost admis. În octombrie 2020, Judecătoria Chișinău a admis demersul procurorului general Stoianoglo, privind inițierea procesului de revizuire a dosarului penal, în care Platon a fost condamnat la 18 ani de închisoare. Revizuirea dosarului a durat aproximativ 10 luni. La ședința de judecată din 28 mai 2021, procurorul Elena Ceruța a anunțat că renunță la capetele de acuzare împotriva lui Platon. Pe 14 iunie 2021 Platon Platon a fost achitat în dosarul fraudei bancare printr-o decizie a Judecătoriei Buiucani. Pe 18 iulie 2021 Veaceslav Platon a părăsit Republica Moldova, iar pe 12 august 2021 acesta a fost dat în căutare internațională și pe numele lui a fost emis un mandat de arestare pentru neprezentare la ședința de judecată în dosarul în care este învinuit de escrocherie în proporții deosebit de mari și corupere a doi gardieni ai Detașamentului cu Destinație Specială "Pantera".

## Viața personală
În 2001 Veaceslav Platon s-a căsătorit cu Elina Cobaleva, iar în 2014 cei doi au divorțat.
Veaceslav Platon este căsătorit cu Evghenia Tulcevskaia, o ucraineancă care la vîrsta de 20 de ani a câștigat concursul "Miss Ucraina 2009". După ce a câștigat acest titlu, ea, împreună cu Platon, s-au mutat în Rusia, unde a studiat psihologia la Universitatea de Stat din Moscova.
Fiind vorbitor nativ de limbă rusă, într-un interviu din 2016, Platon declara că pentru Republica Moldova unica cale de a ieși din „situația dezastruoasă în care se află” este unirea cu România.
În septembrie 2021, jurnalista Natalia Morari a dezvăluit că tatăl fiului său Rem (n. 2021) este Veaceslav Platon, iar acesta a confirmat ulterior acest fapt.